# Marcin Chochlew
Marcin Chochlew (ur. 4 lutego 1977 w Elblągu) – polski aktor filmowy, telewizyjny i teatralny.

## Życiorys
Zainteresował się aktorstwem za sprawą starszego o sześć lat brata Pawła, który również jest aktorem i reżyserem. W 1999 ukończył studia na Wydziale Aktorskim łódzkiej PWSTiF.
Rozpoznawalność przyniosła mu rola Filipa Konarskiego w serialu TVN Na Wspólnej. Uczestniczył w programach MTV Polska: MTV Cribs (2007) i Pogromcy rekordów (2008) oraz w dziewiątej edycji programu rozrywkowego TVN Taniec z gwiazdami (2009). Prowadzi warsztaty aktorskie w Studio Buffo.

## Filmografia
- Klan (1997)
- Syzyfowe prace (1998 - 2000) jako Biene
- Skok (1999) jako „Piołun”, członek bandy
- Córy szczęścia (1999) jako Alek
- Czułość i kłamstwa (1999 - 2000)
- Na dobre i na złe (1999 - 2006) jako Marcin Pochwała
- M jak miłość (2000) jako Wojtek
- To my (2000) jako Adam
- Przeprowadzki (2000 - 2001)
- Twarze i maski (2000) jako syn Kopicy
- Plebania (2000 - 2006) jako Rysiek
- Kocham Klarę (2001) jako posłaniec z firmy kurierskiej
- Rób swoje, ryzyko jest twoje (2002) jako student
- Chopin. Pragnienie miłości (2002)
- Kasia i Tomek (2002 - 2003) - głos mężczyzny w kinie
- Na Wspólnej (od 2003) jako Filip Konarski
- Defekt (2003 - 2005)
- Pręgi (2004)
- Halo Hans! (2007) jako Uve Jammer (odc. 6)